# Білецька Ірина Петрівна
Ірина Петрівна Білецька (нар. 10 березня 1933, Ленінград) — російська хімік-органік. Член-кореспондент Академії наук СРСР з 1974 року, академік РАН з 1992 року (відділення хімії та наук про матеріали). Авторка понад тисячі наукових робіт, зокрема кількох монографій.

## Біографія
У 1955 році закінчила хімічний факультет МГУ, в 1958 році — аспірантуру.
З 1963 року — доктор хімічних наук, тема дисертації: «Вивчення реакцій електрофільного і гомолітичного заміщення на ртутно-органічних сполуках».
З 1971 року обіймає посаду професора, а з 1988 року завідує лабораторією елементоорганічних сполук хімічного факультету.
Головна редакторка «Журнала органической химии» (з 1991), членкиня редколегій низки російських («Известия Академии наук», серія Хімія, Mendeleev Communications) і зарубіжних журналів (Chemistry A European Journal, The Journal of Organometallic Chemistry, Chemistry Letters, J. Mol. Catal. A) та наукової ради РАН; була президентом Органічного відділення в Міжнародному союзі фундаментальної та прикладної хімії, членкиня оргкомітетів багатьох вітчизняних і міжнародних наукових конференцій. Голова секції «Реакційна здатність і механізми реакцій» Наукової ради РАН з хімічної кінетики, будови і реакційної здатності. Членкиня Президії ВАК та Комісії при Президентові РФ в області науки і техніки.
Одружена, має сина.

## Наукова діяльність
Напрямки наукової діяльності — теоретична органічна хімія, хімія металоорганічних з'єднань і металокомплексного каталізу, механізми реакцій електрофільного та нуклеофільного заміщення і приєднання, хімія карбаніонів і амбідентних іонів, використання гомогенного металокомплексного каталізу в органічному синтезі, створення нових каталітичних систем, металоорганічна хімія ранніх перехідних металів і лантанідів.
Ранні дослідження відносяться до фізичної органічної хімії. У 1960—1966 роках встановила закономірності реакцій електрофільного і радикального заміщення в насиченого атома вуглецю; вивчала кінетику і механізм реакцій симетризації ртутьорганічних з'єднань. Здійснила фундаментальні дослідження в області хімії карбаніонів, амбідентних іонів і їх іонних пар. З'ясовано головні деталі механізмів нуклеофільного ароматичного заміщення. Розроблено метод окислення алкілароматичних з'єднань киснем, який міститься в повітрі, що призводить до отримання кисневмісних сполук, в тому числі деяких карбонових кислот з промисловим значенням. Відкрила ряд нових реакцій ртуть- і оловоорганічних з'єднань.
Поточні дослідження зосереджені навколо використання металокомплексного каталізу для утворення зв'язків вуглець-метал і вуглець-елемент.
І. П. Білецька продемонструвала можливість створення універсальних водних середовищ для каталітичних процесів за участю водонерозчинних реагентів і вперше розробила загальний метод синтезу перспективного класу макроциклічних лігандів тетрабензопорфіринового ряду. Також виявила способи синтезу нових класів лантанідів і показала можливість їх широкого використання в органічному синтезі і каталізі.
Підготувала понад 70 кандидатів і 8 докторів наук.

## Нагороди та звання
Лауреатка таких російських і міжнародних премій: імені М. В. Ломоносова (1971), Д. І. Менделєєва (1985), А. Н. Несмеянова (1991), Демидова (2003), Арбузова, О. М. Бутлерова (2018), премії П. Л. Капіци Королівського наукового товариства Великої Британії (1993) і премії «Жінки в науці» (Швеція); лауреатка Державної премії РФ в області науки і техніки (2003), лауреатка Національної премії громадського визнання досягнень жінок Росії «Олімпія» за 2003 рік ; нагороджена орденом Трудового Червоного Прапора (1983), в 1999 році удостоєна звання «Заслужений діяч науки Російської Федерації», Почесний працівник вищої професійної освіти Російської Федерації (2003).
Почесний академік Академії наук Республіки Башкортостан (1991), почесний доктор наук Королівського технологічного інституту (Швеція), заслужений професор Московського державного університету (1999) і Санкт-Петербурзького хіміко-технологічного університету (1999), почесний професор Національного університету Кордови (Аргентина).

## Основні праці
- Механизмы реакций металлоорганических соединений. М.: 1972 (соавтор).
- Химия карбанионов. М.: 1978.
- СН-кислоты. М.: 1980 (соавтор).
- Beletskaya, I., Pelter, A. Hydroboration catalyzed by transition metal complexes. Tetrahedron. 1997.Vol. 53. N 14. P. 4957-5026.
- Beletskaya, I. P. Palladium Catalyzed C-C and C-Heteroatom Bond Formation Reactions. Pure & Applied Chemistry. 1997.Vol. 69. N 3. P. 471—476.
- Beletskaya, I. P., Bessmertnykh, A. G., Guilard, R. Palladium-Catalyzed Synthesis of Aryl-Substituted Polyamine Compounds from Aryl Halides. Tetrahedron Letters. 1997.Vol. 38. N 13. P. 2287—2290.
- Voskoboynikov, A. Z., Parshina, I. N., Shestakova, A. K., Butin, K. P., Beletskaya, I. P., Kuz'mina, L. G. , Howasrd, J. A. K. Reactivity of Lanthanide and Yttrium Hydrides and Hydrocarbyls toward Organosilicon Hydrides and Related Compounds. Organometallics. 1997.Vol. 16. N 4041-4055.
- Химические синтезы на основе оксида углерода (1987)
- Металлоорганическая химия переходных металлов (1989, пер. с англ. и ред.)
- О совместной оценке российского двухстадийного процесса уничтожения ОВ (в кн.: «Уничтожение химического оружия в России: политические, правовые и технические аспекты», 1997).

## Книги
- Reutov O. A., Beletskaya I. P. Reaction Mechanisms of Organometallic Compounds. — North-Holland Pub. Co., Amsterdam Amsterdam, 1968. — 469 p. ISBN 0720401399
- Смирнов В. В., Белецкая И. П. Unusual Organomagnesium Compounds in Grignard Reagents. New Developments. — Willey&Sons Chichester, 2000. — 418 p. ISBN 0 471 99908 3
- Белоглазкина Е. К., Белецкая И. П., Ненайденко В. Г. История органической химии в Университетах России. От истоков до наших дней. — Техносфера г. Москва, 2018. — 752 с. ISBN 978-5-94836-536-7